# Bunkers d'Albanie
Les bunkers d'Albanie (en albanais : bunkerët) sont un ensemble d'environ 600 000 casemates construites en République populaire socialiste d'Albanie durant la période d'exercice du pouvoir d'Enver Hoxha, entre 1967 et 1985. Ces constructions sont toujours omniprésentes dans le pays, avec un bunker pour onze habitants et une moyenne de six bunkers pour chaque kilomètre carré de terrain
Le programme de « bunkérisation » d'Hoxha provoqua la construction de bunkers dans toutes les régions d'Albanie, des cols de montagnes aux rues des villes. Ils ne possédaient qu'une faible valeur militaire et ne furent jamais utilisés en tant que tels pendant les années de pouvoir communiste (1945–1990). Le coût de leur construction épuisa les ressources du pays, les détournant de besoins plus urgents, comme la pénurie d'habitations ou la faible qualité des routes.
Les bunkers furent abandonnés à la suite de la chute du communisme en 1990. La plupart sont actuellement à l'abandon, même si certains ont été réutilisés pour des buts divers, comme des logements, des cafés, des entrepôts ou des abris pour sans domicile fixe ou animaux. Certains Albanais les utilisent à des fins plus originales.

## Contexte

### Fermeture du pays
De la fin de la Seconde Guerre mondiale jusqu'à sa mort en avril 1985, Enver Hoxha poursuit une politique inspirée par un stalinisme dur combiné à des éléments de maoïsme. Il rompt avec l'URSS après le début des réformes de Nikita Khrouchtchev, retire l'Albanie du pacte de Varsovie en 1968 pour protester contre l'invasion de la Tchécoslovaquie et rompt avec la République populaire de Chine après la visite du président américain Richard Nixon en 1972.
Son régime est également hostile envers les voisins immédiats du pays. L'Albanie ne met fin à son état de guerre avec la Grèce, un reste de la Seconde Guerre mondiale, qu'en 1987 — deux ans après la mort de Hoxha — à cause de soupçons d'ambitions territoriales grecques sur le sud de l'Albanie (Épire du Nord).
Hoxha est violemment hostile envers le gouvernement communiste plus modéré de Josip Broz Tito en République fédérative socialiste de Yougoslavie, l'accusant de maintenir « une attitude anti-marxiste et chauvine envers notre Parti, notre État et notre peuple. » Il soutient que Tito a l'intention de conquérir l'Albanie afin d'en faire la septième république de Yougoslavie et condamne le traitement yougoslave des Albanais du Kosovo, prétendant que « les chefs yougoslaves [y] poursuivent une politique d'extermination. »

### Timide ouverture
L'Albanie maintient à cette époque quelques contacts avec le monde extérieur, commerçant avec des pays neutres comme l'Autriche et la Suède, et établissant des liens à travers la mer Adriatique avec son ancienne puissance coloniale l'Italie. 
Toutefois, une détente modeste du contrôle est stoppée par Hoxha en 1973 avec une nouvelle vague de répression et de purges dirigées contre les jeunes et l'armée, dont il craint qu'ils menacent son emprise sur le pays. Une nouvelle constitution est introduite en 1976, qui augmente le contrôle du parti communiste sur l'Albanie, limite la propriété privée et interdit les emprunts étrangers. Le pays sombre dans une décennie d'isolement paranoïaque et de stagnation économique, se coupant virtuellement du monde extérieur.

## Choix stratégiques

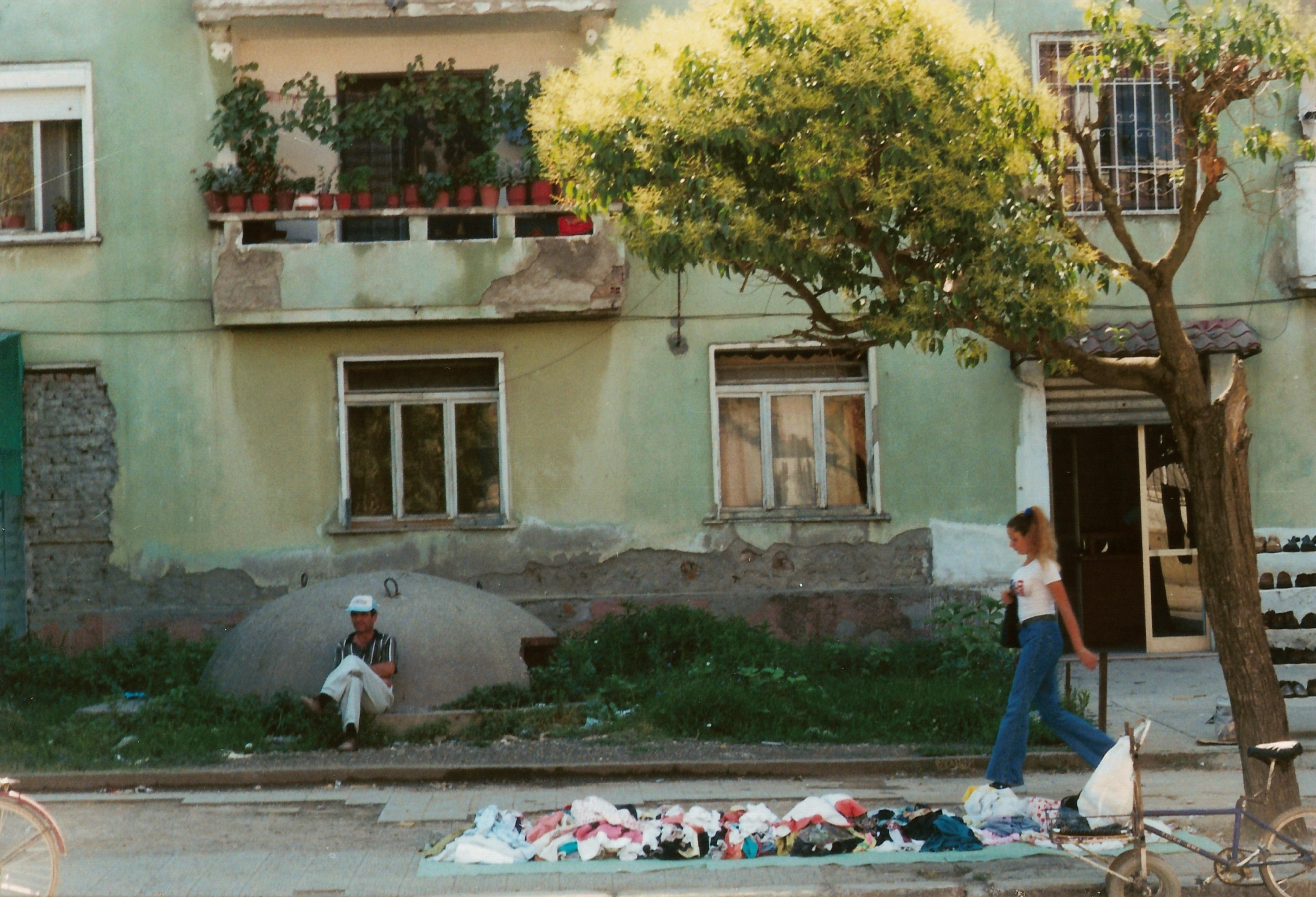
Un bunker dans une rue de Shkodër. Les habitants de cette rue étaient censés le défendre.

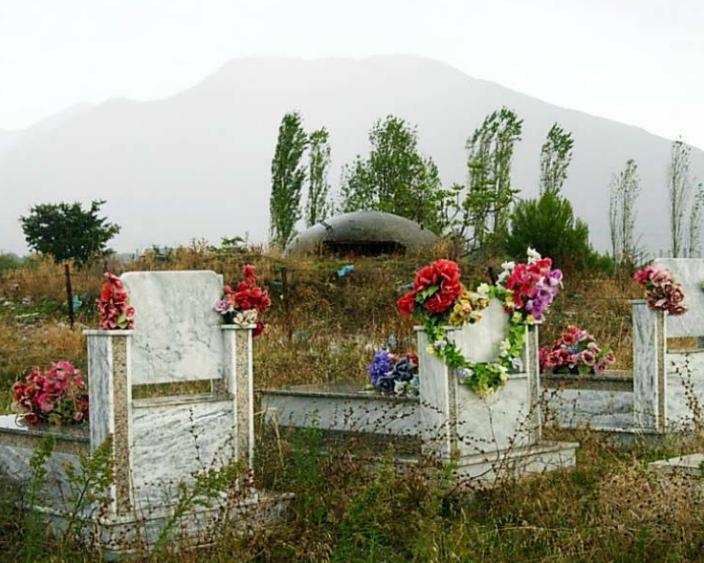
Les bunkers sont construits à n'importe quel endroit qui peut être défendu, même dans les cimetières.

### Guerre sur deux fronts
De 1967 à 1985, le gouvernement albanais met en place une politique de « bunkérisation » qui voit la construction de centaines de milliers de bunkers à travers le pays. Ils sont bâtis dans tous les lieux possibles, depuis les « plages et les montagnes, dans les vignobles et les prairies, dans les villages et les villes, même sur les pelouses impeccables du meilleur hôtel d'Albanie ». 
Hoxha imagine l'Albanie combattre sur deux fronts contre une attaque montée par la Yougoslavie, l'OTAN ou le pacte de Varsovie impliquant des incursions simultanées de jusqu'à onze divisions aéroportées ennemies. Selon ses termes, « si nous relâchions notre vigilance même pour un moment ou atténuions notre lutte contre nos ennemis même un peu, ils attaqueraient immédiatement comme le serpent qui vous mord et injecte son poison avant que vous en soyez conscient. »

### Doctrine militaire albanaise
La doctrine militaire albanaise est basée sur le concept de « guerre du peuple », provenant de l'expérience des Partisans albanais pendant la Seconde Guerre mondiale, que Hoxha avait menés. L'Albanie était alors l’un des seuls pays européen avec la Yougoslavie à s’être libéré sans l'intervention de troupes étrangères (bien que les Partisans aient bénéficié de grandes quantités de provisions et de munitions fournies par les Alliés). La victoire des Partisans est massivement mythifiée par le régime de Hoxha, qui utilise ses succès militaires pour légitimer son pouvoir. Les forces armées sont conçues sur le modèle des Partisans et construites autour d'unités d'infanterie ; 75 % des forces régulières et 97 % des réservistes sont employés dans des rôles d'infanterie.
La stratégie des Partisans était basée sur une guérilla de montagne, où ils se réfugiaient et lançaient des raids contre les plaines moins défendables. Par contraste, Hoxha vise à défendre l'intégrité et la souveraineté nationale « à tout prix », ce qui nécessite de défendre également les plaines. Les bunkers sont ainsi supposés établir des positions défensives dans l'intégralité du pays. De petits bunkers sont déployés en ligne, à portée de vue d'un bunker de commande plus grand, qui est habité en permanence. Les commandants des grands bunkers communiquent avec leurs supérieurs par radio et avec les occupants des petits bunkers par des signaux visuels qui peuvent être aperçus à travers les fentes.

### Militarisation de la société
Le régime cherche également à militariser les civils de façon intensive. Sur une population de 3 millions d'habitants, 800 000 servent dans la défense d'une façon ou d'une autre, depuis les forces armées régulières et les réserves jusqu'à la défense civile ou les unités étudiantes armées. De nombreux secteurs du gouvernement, des entreprises d'État et des services publics reçoivent des rôles défensifs, conduisant la totalité de la population à être conduite dans le champ de l'organisation de la défense du pays. Dès l'âge de 3 ans, les Albanais reçoivent l'enseignement qu'ils doivent être « vigilants envers l'ennemi intérieur et extérieur » et des slogans de propagande mettent l'accent en permanence sur le besoin de vigilance.
À partir de 12 ans, les citoyens sont entraînés de manière à savoir utiliser et défendre le bunker le plus proche afin de repousser des envahisseurs. Les cellules locales du Parti organisent les familles afin qu'elles nettoient et maintiennent leurs bunkers locaux et des entraînements de défense civile sont conduits au moins deux fois par mois, pendant un à trois jours, les civils et les militaires de tous âges et des deux sexes recevant des fusils (mais pas de munitions). Les membres des jeunes pionniers (Organizata e Pionierëve), le mouvement communiste de la jeunesse, sont entraînés à se défendre contre une invasion aéroportée en fixant des pointes au sommet des arbres afin que d'éventuels parachutistes s'empalent dessus.
Le système de défense albanais de cette période reste fortement inefficace et ne prend que peu en compte les besoins réels du pays.

## Construction

### Bunkers QZ
Les bunkers sont construits en béton, acier et fer et vont de caisses munies de fentes à arme à feu pour une ou deux personnes aux grands abris anti-nucléaires souterrains destinés aux chefs du Parti et aux bureaucrates. Le type le plus courant est un petit dôme de béton enfoncé dans le sol avec un fond circulaire s'étendant vers le bas, juste assez grand pour contenir une ou deux personnes. Connus comme Qender Zjarri (« position de tir ») ou bunkers QZ, ils sont préfabriqués et transportés à leur position finale, où ils sont assemblés. Ils comportent trois éléments principaux : un dôme de béton hémisphérique de 3 m de diamètre avec une fente, un cylindre creux pour supporter le dôme et un mur extérieur d'un rayon 60 cm plus grand que le cylindre. L'ouverture entre le cylindre et le mur extérieur est remplie de terre.
À divers endroits le long de la côte, un grand nombre de bunkers QZ sont construits par groupes de trois, reliés par un tunnel en béton préfabriqué. Ailleurs, les bunkers sont construits en groupes autour de points stratégiques ou en ligne le long de bandes de territoire. Tirana est particulièrement défendue, avec des milliers de bunkers rayonnant en cinquante cercles concentriques autour de la ville.

Schématique d'un bunker QZ.

Le bunker QZ est la création de l'ingénieur militaire Josif Zengali, qui sert dans les Partisans pendant la Seconde Guerre mondiale et est entrainé par l'Union soviétique après la guerre. Il remarque que les fortifications en dôme étaient résistantes à l'artillerie et aux bombes, qui ricochaient dessus. Il utilise cette connaissance pour concevoir les bunkers dômes. Hoxha est initialement ravi de ce design et ordonne la construction de milliers de ces bunkers. Zengali est lui-même promu colonel et devient ingénieur en chef du ministère de la défense albanais. Toutefois, la paranoïa de Hoxha le conduit à subir une purge en 1974 et à être emprisonné pendant 8 ans sur de fausses accusations de « sabotage » et d'« agent de l'étranger ». Sa femme perd la raison et sa famille est évitée par ses amis et connaissances ; sa fille meurt également d'un cancer du sein. Zengali déclare plus tard qu'il s'agit « d'un destin douloureux et tragique non seulement pour moi et ma famille mais pour les milliers et les milliers de telles familles en Albanie qui ont connu la dictature d'Enver Hoxha. ». Ses expériences sont plus tard utilisées comme base de Kolonel Bunker, un film du réalisateur albanais Kujtim Çashku sorti en 1996.

### Bunkers de commande et contrôle
Les bunkers de commande et de contrôle, connus comme Pike Zjarri (« point de tir ») ou bunkers PZ, sont également préfabriqués et assemblés sur site. Ils sont nettement plus grands et lourds que les bunkers QZ, avec un diamètre de 8 m. Ils sont conçus à partir d'une série de tranches de béton, chacune pesant 8 ou 9 tonnes, assemblées pour former un dôme. Assemblés, ils pèsent entre 350 et 400 tonnes.

Schématique d'un bunker PZ.

### Grands bunkers et tunnels
Il existe également une troisième catégorie de « structures spéciales » plus grandes aux buts stratégiques. Les plus grandes sont des complexes de bunkers creusés dans les montagnes. À Linza près de la capitale Tirana, un réseau de tunnels de 2 km de long est construit pour protéger les membres du ministère de l'Intérieur et de la Sigurimi, la police secrète, d'une attaque nucléaire. Ailleurs, des milliers de kilomètres de tunnels sont creusés pour abriter des personnalités politiques, militaires et industrielles. L'Albanie serait le pays comportant le plus de tunnels après la Corée du Nord. Ces tunnels sont construits dans le plus grand secret. Les équipes ne sont pas autorisées à voir leur construction d'un bout à l'autre, mais sont distribuées d'un site à l'autre tous les mois.

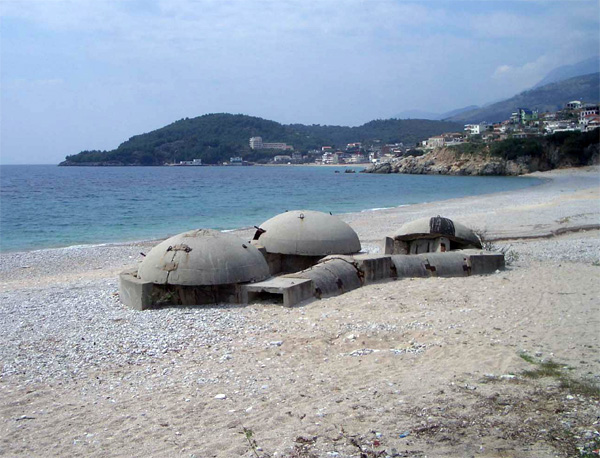
Une série de trois bunkers QZ reliés sur une plage.
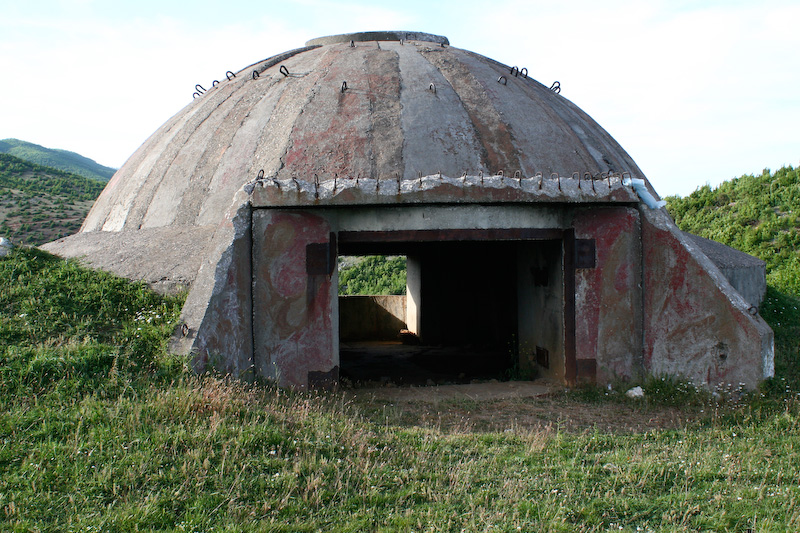
Un bunker PZ à la frontière avec la Macédoine.

## Impact

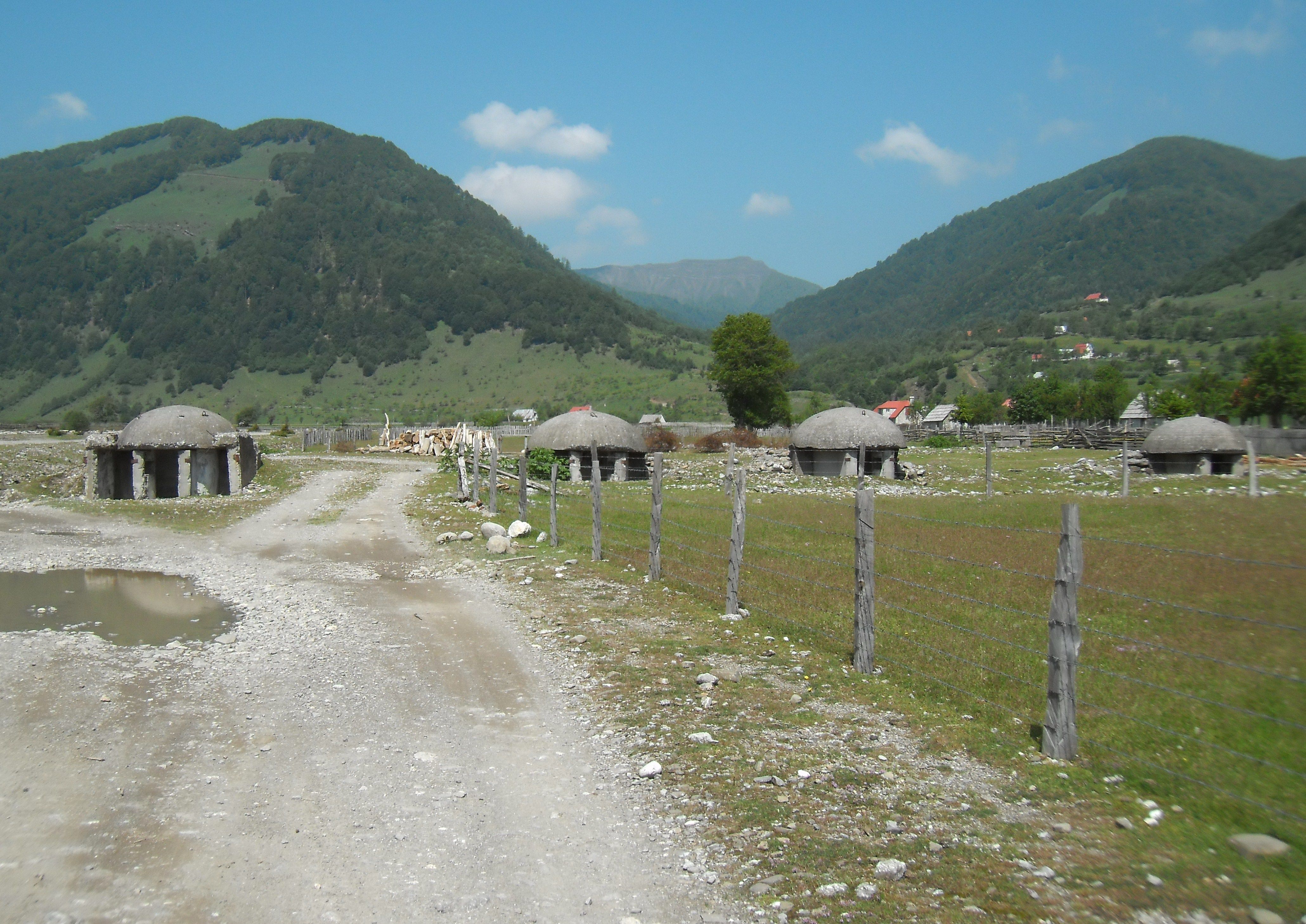
Une rangée de bunkers dans un champ à Vermosh.

Le programme de bunkérisation épuise massivement l'économie albanaise. On estime que la construction des bunkers coûte deux fois plus que la Ligne Maginot en France, consommant trois fois plus de béton. Le programme détourne des ressources d'autres formes de développement, comme les routes ou les bâtiments résidentiels. En moyenne, ils coûteraient l'équivalent d'un appartement de deux pièces et les ressources qu'ils utilisent auraient pu résoudre la pénurie chronique d'habitations en Albanie. Selon Josif Zegali, construire 20 petits bunkers coûte autant que construire un kilomètre de route. Par ailleurs, entre 70 et 100 personnes meurent tous les ans dans leur construction. De plus, ils occupent et bloquent une surface importante de terre arable.
La bunkerisation du pays a des effets qui vont au-delà de leur omniprésence physique. Les bunkers sont présentés par le Parti comme un symbole et un moyen pratique d'empêcher l'assujettissement de l'Albanie à des puissances étrangères, mais également comme une expression concrète de la politique d'isolement de Hoxha — garder le monde extérieur à distance. Les Albanais les voient en revanche comme un symbole d'oppression, d'intimidation et de contrôle. L'écrivain Ismail Kadare les utilise dans son roman de 1996 La Pyramide pour symboliser la brutalité du régime de Hoxha, tandis que Çashku les caractérise comme « un symbole de totalitarisme » à cause de la « psychologie d'isolement » qu'ils représentent. La xénophobie du régime conduit à créer une mentalité de siège et un sentiment d'urgence constante.
La stratégie hoxhienne de « guerre du peuple » provoque également des frictions avec les forces armées albanaises. Les bunkers ont peu de valeur militaire par rapport à une armée professionnelle conventionnellement équipée et organisée. Dans les termes d'un commentateur, « Combien de temps peut tenir un homme dans chaque bunker ? Comment le réapprovisionner ? Comment communiqueraient-ils les uns avec les autres ? ». Le général Beqir Balluku, ministre de la défense et membre du Politburo, critique publiquement le système des bunkers dans un discours de 1974 et conteste le sentiment de Hoxha que l'Albanie est sous menace égale des États-Unis et de l'Union soviétique. Il soutient que l'Albanie a besoin d'une armée professionnelle moderne et bien équipée plutôt qu'une milice civile mal entrainée. Hoxha fait arrêter Ballaku, l'accuse d'être un agent des Chinois et de préparer un coup militaire. Surnommé « l'archi-traître Ballaku », le général et ses associés sont condamnés et punis selon « les lois de la dictature du prolétariat » — signifiant qu'ils sont exécutés.
D'autres figures militaires, comme le concepteur des bunkers Josif Zegali, sont prises dans les purges de 1974. L'introduction d'une nouvelle constitution deux ans plus tard scelle le contrôle absolu de Hoxha sur l'armée en lui permettant de nommer le commandant en chef des forces armées et le président du conseil de défense.

## Actuellement

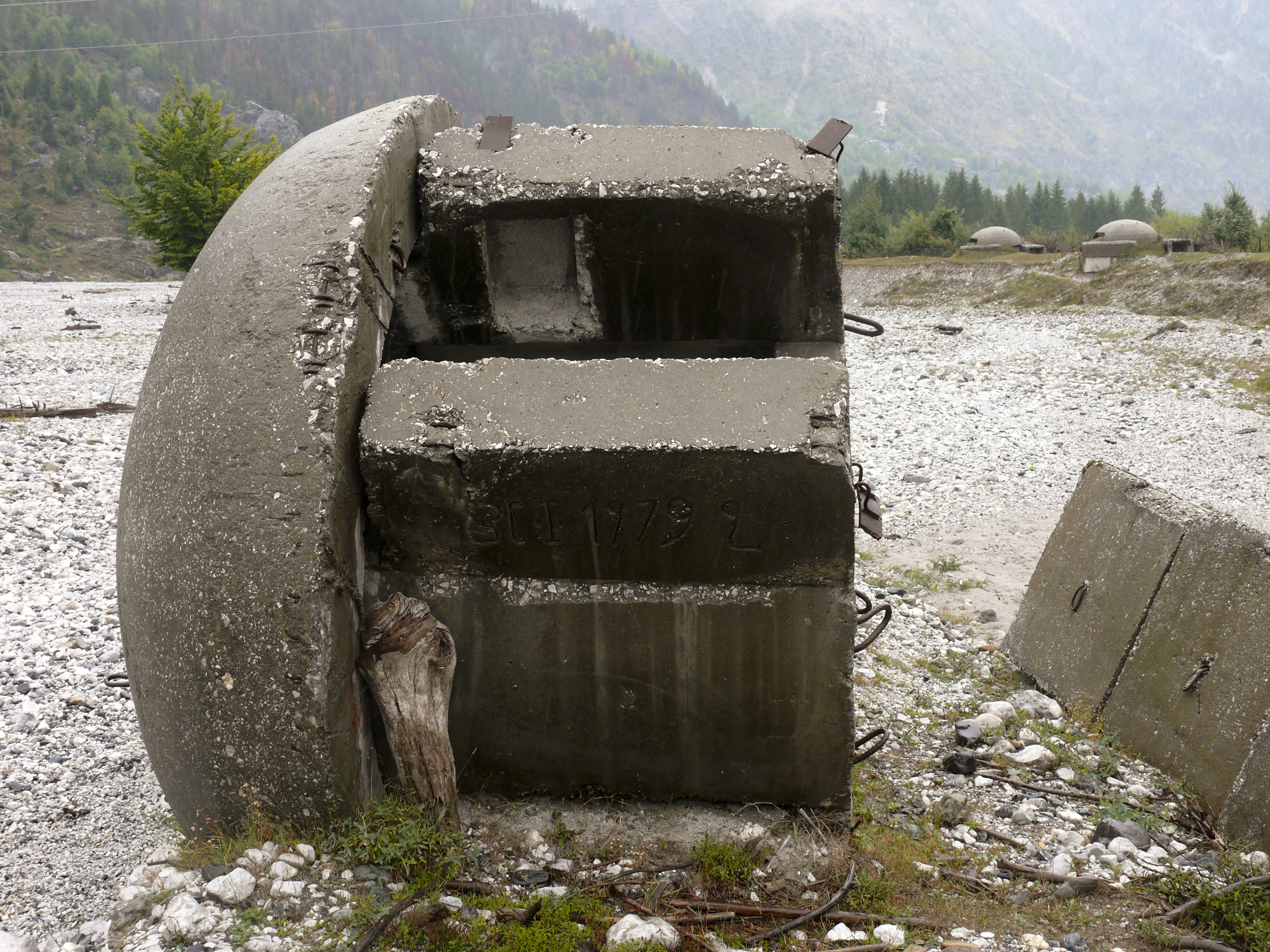
Un bunker renversé à Valbonë.

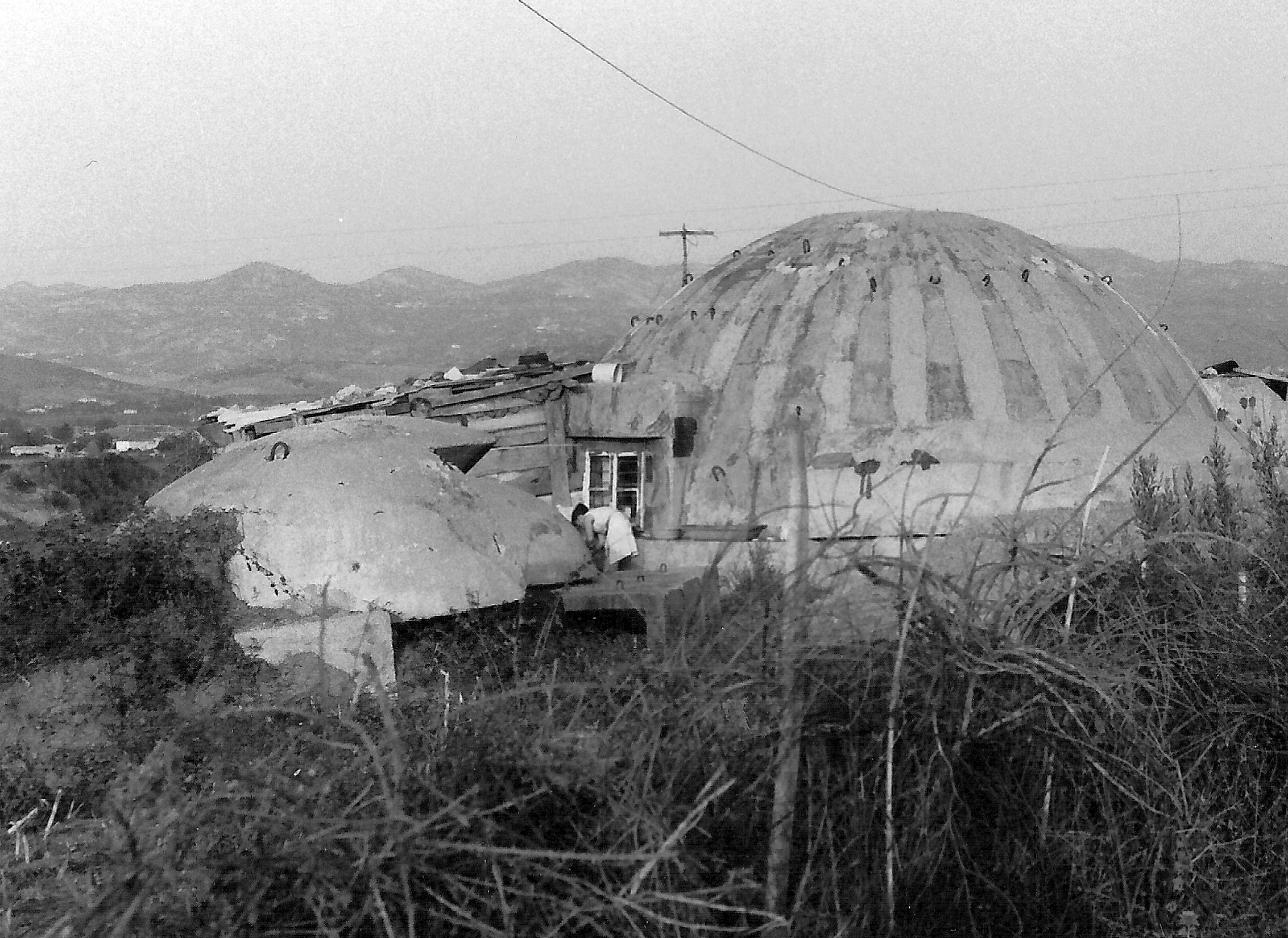
Un bunker PZ utilisé comme maison en 1994.

Le programme de bunkérisation est stoppé dès la mort de Hoxha en 1985, laissant les villes et la campagne albanaises constellées d'innombrables bunkers inutiles. Ils dominent toujours le paysage albanais. Un reporter de la BBC décrit en 1998 qu'ils sont omniprésents sur la route entre Tirana et l'aéroport. Leur solidité les rend difficiles à détruire. Certains sont enlevés, particulièrement dans les villes, mais dans la campagne ils sont simplement abandonnés. Certains sont réutilisés comme abris pour animaux ou entrepôts, ou laissés à l'abandon du fait du prix pour les retirer. Pendant la décennie 2010, 40 à 50 % des bunkers ont été détruits, principalement pour récupérer l'acier qu'ils contiennent.
Le caractère extrêmement secret du régime communiste fait que les gouvernements ultérieurs manquent d'information sur l'usage qui a été fait des bunkers, ou même combien ont été construits. En 2004, des officiels albanais découvrent un stock oublié de 16 tonnes de gaz moutarde et autres armes chimiques dans un bunker sans surveillance à seulement 40 km de Tirana (les États-Unis donnent alors 20 millions de dollars au gouvernement albanais pour détruire ces armes). Dans d'autres endroits, les bunkers abandonnés sont un danger mortel. En 2008, au moins cinq personnes se sont noyées après avoir été prises dans les tourbillons provoqués par les courants marins autour de bunkers enfoncés dans la mer. L'armée albanaise a conduit des programmes de retrait des bunkers le long de la côte, les traînant à l'aide de tanks Type 59 modifiés,.
Bien que les bunkers n'aient jamais connu de conflit réel pendant le règne de Hoxha, certains sont utilisés pendant les conflits des années 1990. Pendant la rébellion de 1997, les habitants de Saranda dans le sud de l'Albanie signalent avoir pris position dans des bunkers autour de la ville face aux combats entre les troupes gouvernementales et les rebelles. Pendant la guerre du Kosovo en 1999, des villages frontaliers d'Albanie sont bombardés par des artilleries serbes situés au Kosovo voisin et les habitants utilisent les bunkers comme abris.
Les réfugiés kosovars utilisent les bunkers comme abris temporaires en attendant que les agences d'aide les déplacent dans des camps de toile, tandis que les troupes de l'OTAN stationnées dans le pays réimplantent des douzaines de bunkers pour fortifier leur base de Kukës. Les rebelles de l'armée de libération du Kosovo les utilisent comme positions défensives pendant la guerre, non sans risque : en au moins une occasion, ces bunkers le long de la frontière avec le Kosovo sont bombardés par erreur par l'aviation de l'OTAN.

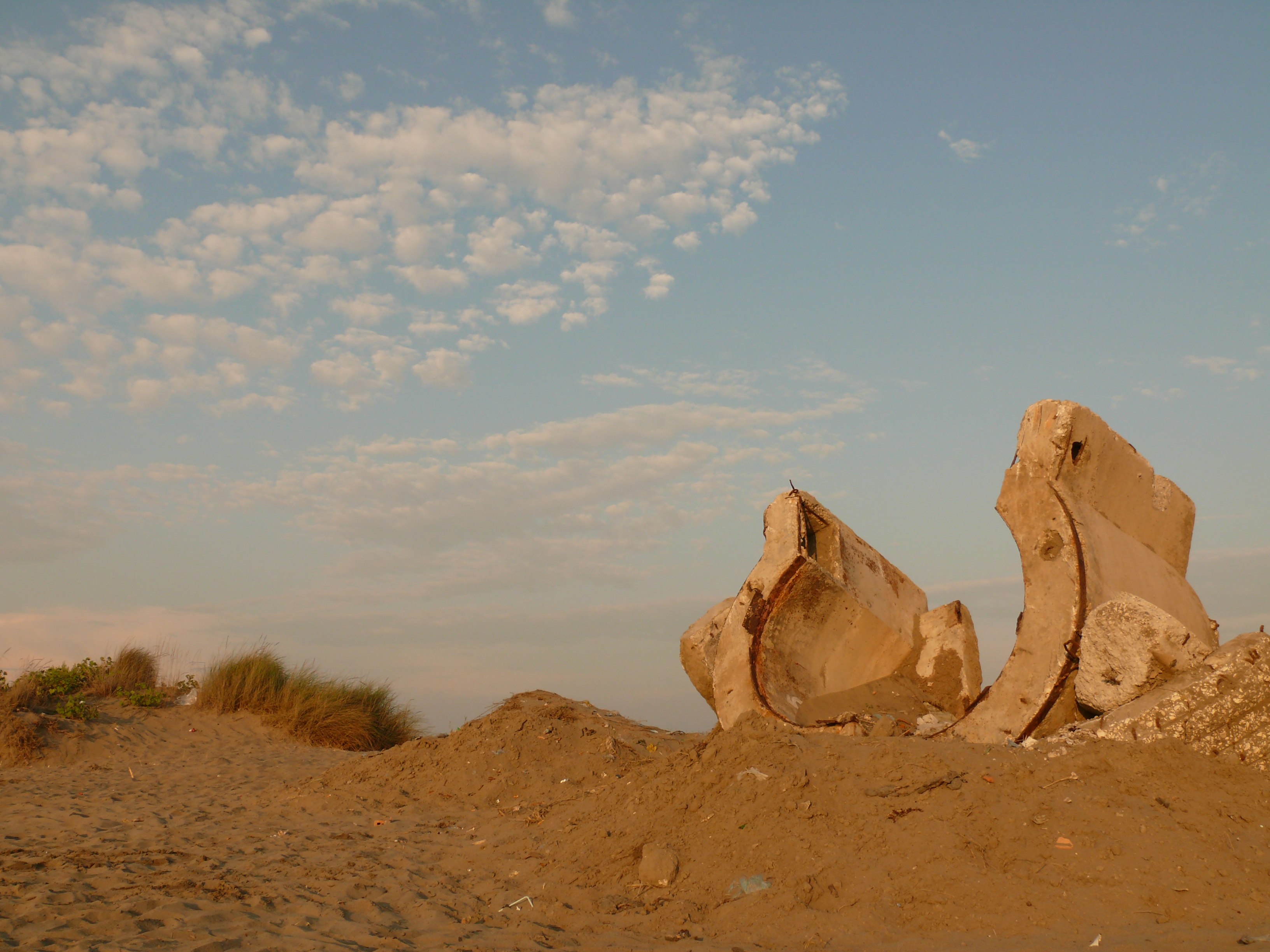
Un bunker renversé par des machines, sur la plage à proximité de Fier.

Après la chute du régime communiste en 1990, le pays connait une grave pénurie de logement, conduisant certains Albanais à s'installer dans des bunkers abandonnés, bien que l'absence d'eau courante et d'installations sanitaires conduise très rapidement à les rendre non hygiéniques. Certains bunkers connaissent un destin plus créatif. Dans la ville côtière de Durrës, un bunker a été transformé en Restaurant Bunkeri.
Diverses suggestions ont été émises pour savoir quoi en faire : des fours à pizza, des fours solaires, des ruches, des fermes à champignons, des salles de projection pour cinéma en drive-in, des cabines de bains, des pots de fleurs géants, des auberges de jeunesse ou des kiosques. Certains Albanais les utilisent à des fins plus romantiques. Certains sont transformés en boîtes de nuit, en bars, en magasins de souvenirs, ou en abris pour randonneurs.
D'une certaine façon, les bunkers sont devenus un symbole du pays. Des porte-crayons et des cendriers en forme de bunkers sont devenus l'un des souvenirs touristiques les plus populaires du pays. L'une de ces gammes de souvenirs a été promue avec le slogan suivant : « salutations depuis le pays des bunkers. Nous supposons que vous ne pouvez pas vous en payer un grand. »;

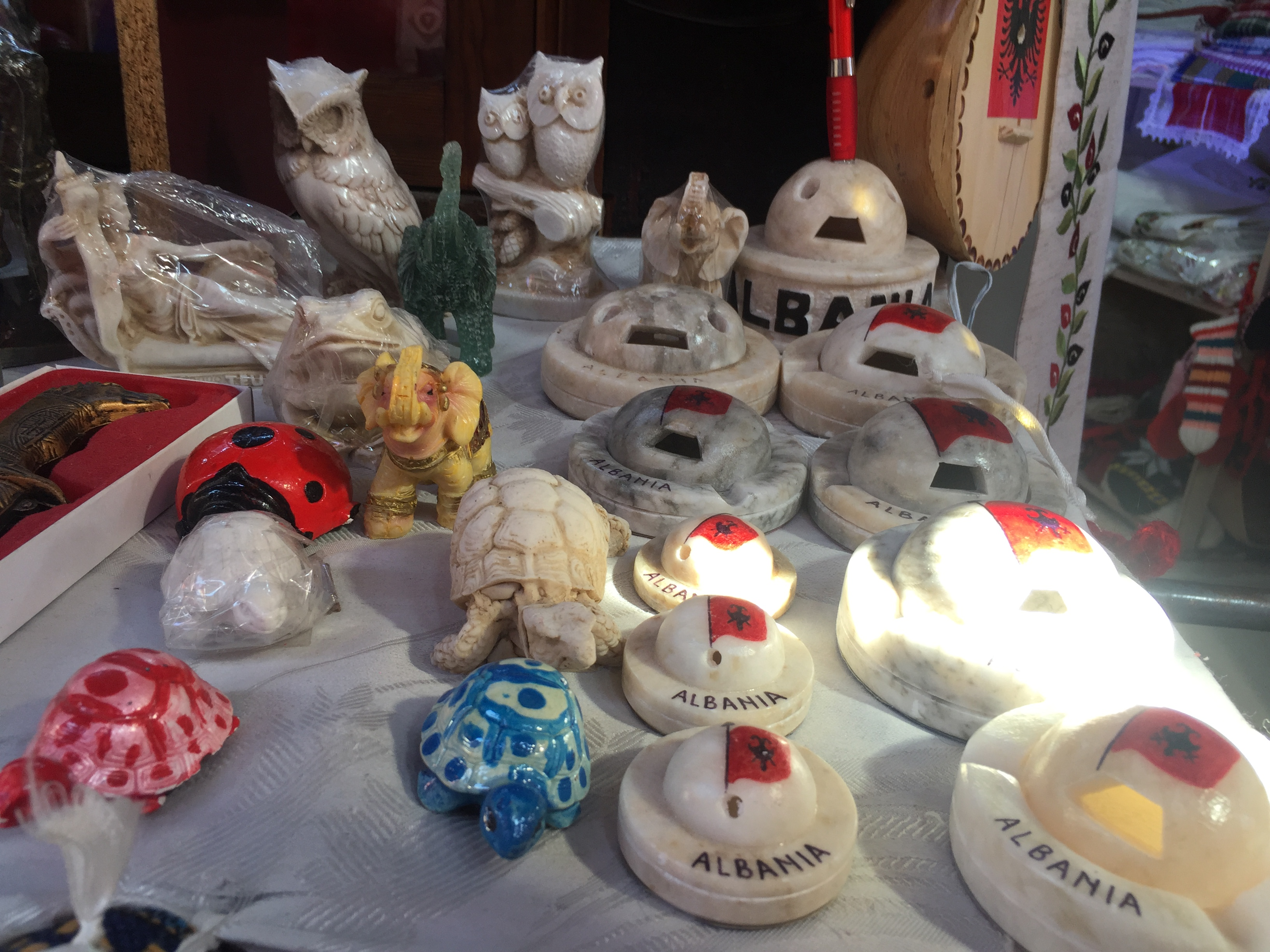
Vestige d'une époque révolue d'intense paranoïa obsidionale, le bunker est devenu symbole touristique du pays.